# Frienisberg (Berg)
Der Frienisberg ist ein Hügelzug und Naherholungsgebiet nördlich der Stadt Bern im Berner Mittelland. Er liegt zwischen dem Wohlensee und dem Seeland und bietet mit einer Höhe von 820 m ü. M. eine unverstellte Sicht auf die Alpenkette und das Juragebirge.

## Geographie
Der Frienisberg liegt zwischen dem Wohlensee im Süden und dem Seeland im Norden und erstreckt sich über die Gemeinden Seedorf, Meikirch, Schüpfen, Wohlen bei Bern, Kirchlindach und Radelfingen.

## Geschichte
Im Jahr 1131 wurde auf dem Frienisberg das Kloster Frienisberg gegründet, eine Zisterzienserabtei, die bis zur Reformation im Jahr 1528 bestand. Nach der Auflösung des Klosters diente das Areal verschiedenen sozialen Einrichtungen und beherbergt heute im gleichnamigen Ort Frienisberg ein Wohn- und Pflegeheim.

## Sehenswürdigkeiten und Freizeit
- Chutzenturm: Der Aussichtsturm wurde 2010 eröffnet, auf dem höchsten Punkt des Frienisbergs. Er ist mit 45 Metern Höhe und 234 Stufen der höchste Holzturm der Schweiz.[4]
- Wander- und Velowege: Der Frienisberg ist ein beliebtes Naherholungsgebiet mit zahlreichen Wander- und Velorouten.[5]
- Sandsteinhöhlen von Lobsigen: Östlich des Dorfes Lobsigen befinden sich historische Sandsteinhöhlen, die einst bewohnt waren und heute ein beliebtes Ausflugsziel darstellen.[6]

## Auszeichnung als Landschaft des Jahres
Die Stiftung Landschaftsschutz Schweiz kürte 2024 die Weilerlandschaft am Frienisbergplateau zur «Landschaft des Jahres». Die Auszeichnung würdigt die harmonische Verbindung von Natur- und Kulturlandschaft.